# Angomont
Angomont est une commune française située dans le département de Meurthe-et-Moselle, en région Grand Est.

## Géographie
Village à flanc de coteau.
| Bréménil      | Saint-Sauveur |           |
| Badonviller   | Angomont      |           |
| Pierre-Percée |               | Bionville |

### Hydrographie
La commune est dans le bassin versant du Rhin, au sein du bassin Rhin-Meuse. Elle est drainée par la Vezouze, le ru de Vala, le ruisseau de Chanson Combelle, le ruisseau de France, le ruisseau de la Basse Scierie, le ruisseau la Breme et le Rupt d'Ansiechamp,.
La Vezouze, d'une longueur de 75 km, prend sa source dans la commune de Saint-Sauveur et se jette  dans la Meurthe à Rehainviller, après avoir traversé 24 communes.

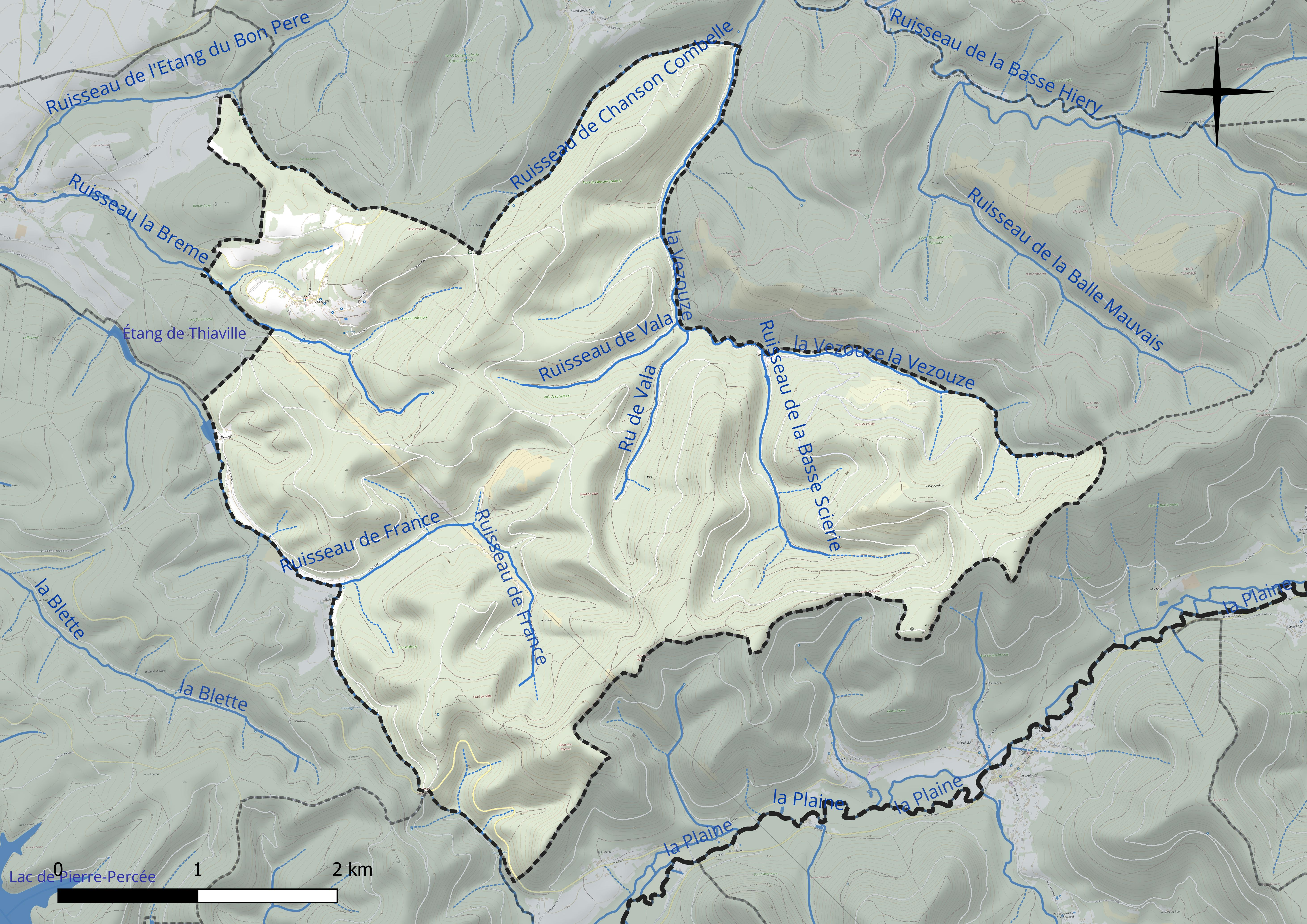
Réseau hydrographique d'Angomont.

### Climat
Pour des articles plus généraux, voir Climat du Grand Est et Climat de Meurthe-et-Moselle.
En 2010, le climat de la commune est de type climat de montagne, selon une étude du Centre national de la recherche scientifique s'appuyant sur une série de données couvrant la période 1971-2000. En 2020, Météo-France publie une typologie des climats de la France métropolitaine dans laquelle la commune est exposée à un climat semi-continental et est dans la région climatique Vosges, caractérisée par une pluviométrie très élevée (1 500 à 2 000 mm/an) en toutes saisons et un hiver rude (moins de 1 °C).
Pour la période 1971-2000, la température annuelle moyenne est de 9,1 °C, avec une amplitude thermique annuelle de 16,6 °C. Le cumul annuel moyen de précipitations est de 1 103 mm, avec 13,6 jours de précipitations en janvier et 10,6 jours en juillet. Pour la période 1991-2020, la température moyenne annuelle observée sur la station météorologique de Météo-France la plus proche, « Badonviller », sur la commune de Badonviller à 4 km à vol d'oiseau, est de 10,2 °C et le cumul annuel moyen de précipitations est de 1 066,3 mm. 
La température maximale relevée sur cette station est de 39,1 °C, atteinte le 4 août 2022 ; la température minimale est de −22 °C, atteinte le 14 janvier 1960,,.
Les paramètres climatiques de la commune ont été estimés pour le milieu du siècle (2041-2070) selon différents scénarios d'émission de gaz à effet de serre à partir des nouvelles projections climatiques de référence DRIAS-2020. Ils sont consultables sur un site dédié publié par Météo-France en novembre 2022.

## Urbanisme

### Typologie
Au 1er janvier 2024, Angomont est catégorisée commune rurale à habitat dispersé, selon la nouvelle grille communale de densité à sept niveaux définie par l'Insee en 2022.
Elle est située hors unité urbaine et hors attraction des villes,.

### Occupation des sols
L'occupation des sols de la commune, telle qu'elle ressort de la base de données européenne d’occupation biophysique des sols Corine Land Cover (CLC), est marquée par l'importance des forêts et milieux semi-naturels (96,5 % en 2018), une proportion identique à celle de 1990 (96,5 %). La répartition détaillée en 2018 est la suivante : forêts (96,4 %), prairies (3,5 %), milieux à végétation arbustive et/ou herbacée (0,1 %). L'évolution de l’occupation des sols de la commune et de ses infrastructures peut être observée sur les différentes représentations cartographiques du territoire : la carte de Cassini (XVIIIe siècle), la carte d'état-major (1820-1866) et les cartes ou photos aériennes de l'IGN pour la période actuelle (1950 à aujourd'hui).

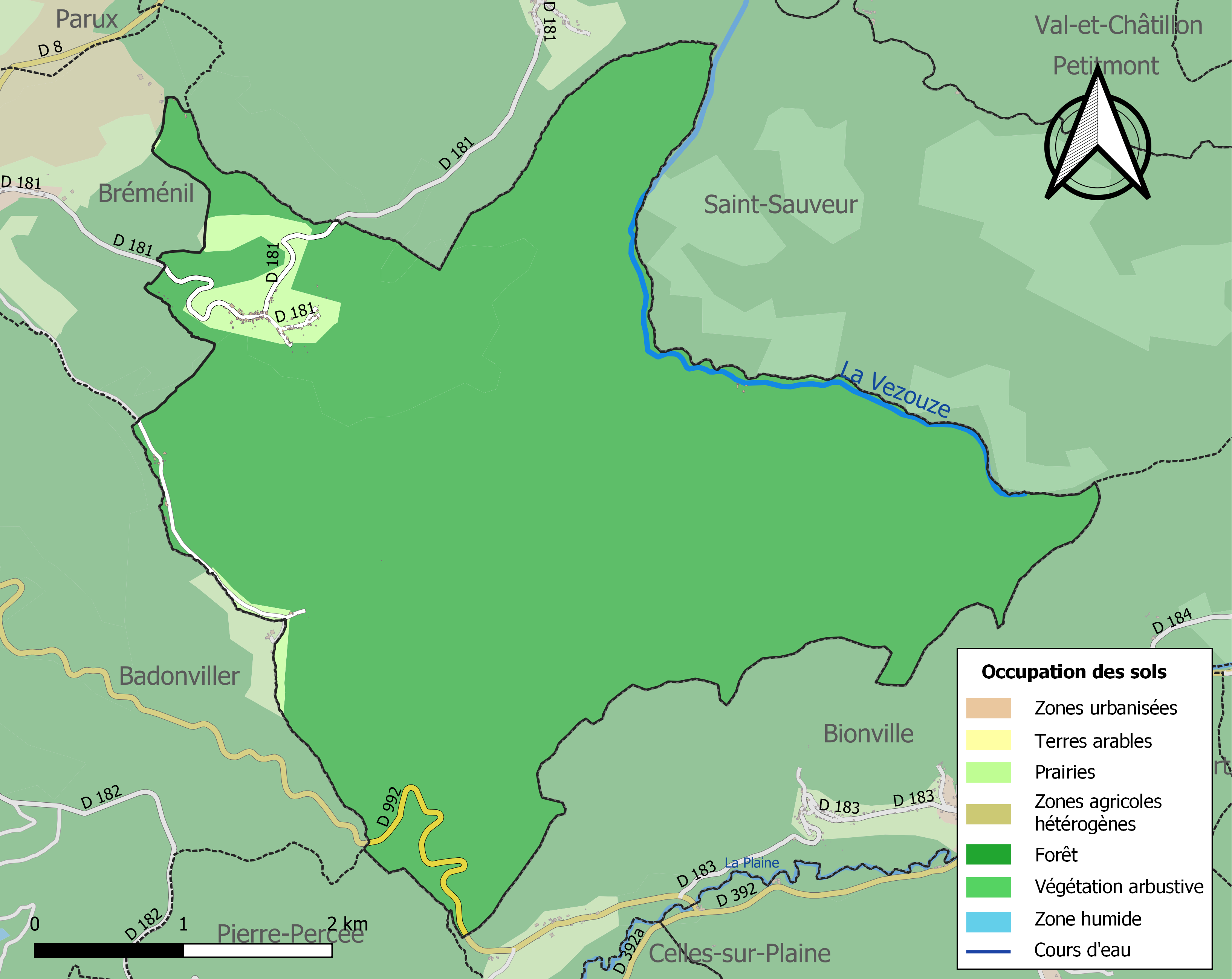
Carte des infrastructures et de l'occupation des sols de la commune en 2018 (CLC).

## Histoire
- Présence gallo-romaine.
- Abritait jadis la jumenterie des ducs de Lorraine.
- Le village d'Allencombe fut détruit par les Suédois au XVIIe siècle.
- La commune comptait plus de 400 habitants au XVIIe siècle.
- D'importants combats se sont déroulés lors de la Première Guerre mondiale au lieu-dit  la Chapelotte près du col du même nom.

## Politique et administration
| Période                                  | Période  | Identité                                     | Étiquette | Qualité        |
| ---------------------------------------- | -------- | -------------------------------------------- | --------- | -------------- |
| 2001                                     | En cours | Michel Cayet, Réélu pour le mandat 2020-2026 |           | Ancien employé |
| Les données manquantes sont à compléter. |          |                                              |           |                |

## Démographie
Les habitants sont nommés les Angomontois.
L'évolution du nombre d'habitants est connue à travers les recensements de la population effectués dans la commune depuis 1793. Pour les communes de moins de 10 000 habitants, une enquête de recensement portant sur toute la population est réalisée tous les cinq ans, les populations de référence des années intermédiaires étant quant à elles estimées par interpolation ou extrapolation. Pour la commune, le premier recensement exhaustif entrant dans le cadre du nouveau dispositif a été réalisé en 2008.
En 2022, la commune comptait 75 habitants, en évolution de −6,25 % par rapport à 2016 (Meurthe-et-Moselle : −0,13 %, France hors Mayotte : +2,11 %).
| 1793 | 1800 | 1806 | 1821 | 1831 | 1836 | 1841 | 1846 | 1851 |
| ---- | ---- | ---- | ---- | ---- | ---- | ---- | ---- | ---- |
| 256  | 265  | 293  | 323  | 431  | 443  | 409  | 423  | 387  |

| 1856 | 1861 | 1872 | 1876 | 1881 | 1886 | 1891 | 1896 | 1901 |
| ---- | ---- | ---- | ---- | ---- | ---- | ---- | ---- | ---- |
| 358  | 376  | 375  | 338  | 330  | 285  | 269  | 260  | 250  |

| 1906 | 1911 | 1921 | 1926 | 1931 | 1936 | 1946 | 1954 | 1962 |
| ---- | ---- | ---- | ---- | ---- | ---- | ---- | ---- | ---- |
| 224  | 204  | 126  | 130  | 127  | 113  | 123  | 130  | 117  |

| 1968 | 1975 | 1982 | 1990 | 1999 | 2006 | 2008 | 2013 | 2018 |
| ---- | ---- | ---- | ---- | ---- | ---- | ---- | ---- | ---- |
| 118  | 112  | 88   | 87   | 90   | 99   | 101  | 84   | 77   |

| 2022 | - | - | - | - | - | - | - | - |
| ---- | - | - | - | - | - | - | - | - |
| 75   | - | - | - | - | - | - | - | - |

## Culture locale et patrimoine
Théâtre de plein-air au milieu des mirabelliers et des pommiers, avec la forêt pour décor les derniers week-end de juillet et premiers week-end d'août en soirée. Feux d'artifice après chaque représentation.

Le théâtre à Angomont est une histoire d'amour entre les populations des villages voisins et une poignée de bénévoles passionnés de ce petit village du piémont vosgien, commencée il y a près de cinquante ans.

### Édifices religieux
- Église Saint-Clément, reconstruite après 1918.
- Chapelle XIXe siècle de la Chapelotte, devant laquelle ont été dressées deux colonnes provenant de l'ancienne église de Celles.
- L'ancienne chapelle de l'hôpital allemand (Haut de Faite).

### Héraldique
| Blason de Angomont | Blason  | De gueules au cheval passant d'or ; au chef d'argent chargé de trois alérions de gueules. |
| Blason de Angomont | Détails | Adopté en 2007.                                                                           |